# سپاه انصارالحسین همدان

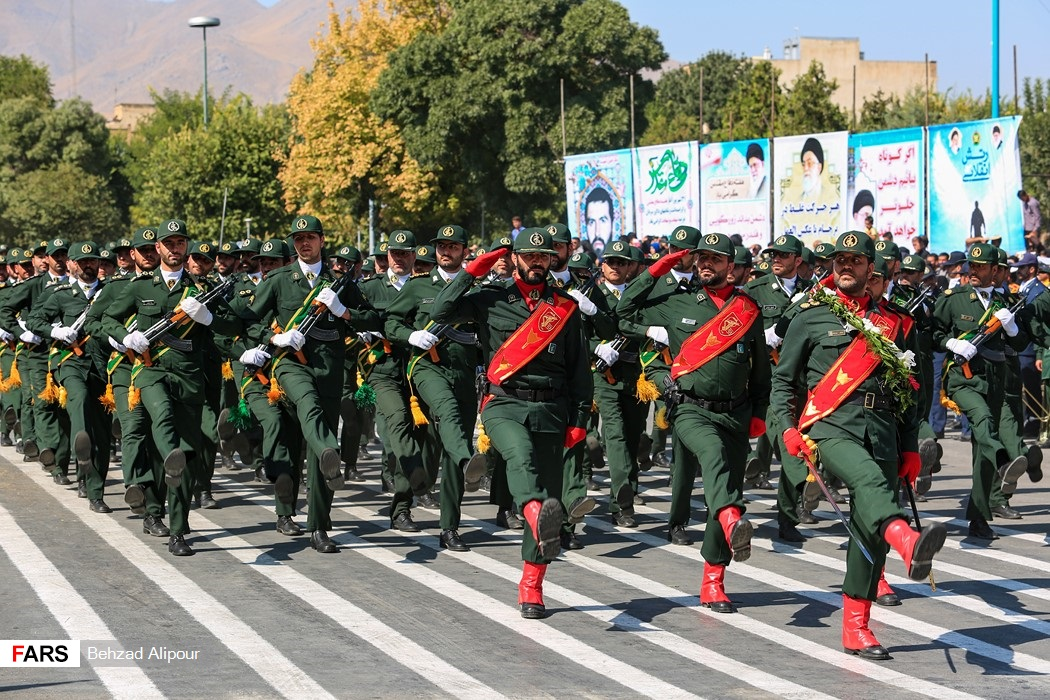
رژه نیروهای سپاه انصارالحسین همدان به‌مناسبت سالگرد جنگ ایران و عراق در سال ۱۳۹۸

سپاه انصارالحسین همدان یگان نظامی زیرمجموعه سپاه پاسداران انقلاب اسلامی است، که ستاد فرماندهی آن در شهر همدان مستقر می‌باشد و وظیفه فرماندهی و کنترل کلیه یگان‌های سپاه و بسیج مستقر در استان همدان را برعهده دارد.
پیشینه شکل‌گیری این یگان به سال ۱۳۶۱ بازمی‌گردد، که در خلال جنگ ایران و عراق، سپاه پاسداران اقدام به تأسیس تیپ ۳۲ انصارالحسین نمود. سپاه انصارالحسین همدان در سال ۱۳۸۷ در پی اجرای طرح تغییرات ساختاری در سپاه پاسداران و با ادغام واحدهای بسیج و نیروی زمینی سپاه در استان همدان تأسیس شد.
مهم‌ترین یگان‌های زیرمجموعه این سپاه، لشکر ۳۲ انصارالحسین و گروه ۴۳ مهندسی رزمی امام‌علی ملایر از نیروی زمینی سپاه و ۱۰ سپاه ناحیه‌ای (نواحی بسیج شهرستان‌ها) همچون سپاه همدان، سپاه ملایر، سپاه نهاوند و سپاه تویسرکان می‌باشند. در حال حاضر سرتیپ‌دوم پاسدار مظاهر مجیدی فرماندهی سپاه انصارالحسین همدان را برعهده دارد و سرتیپ‌دوم پاسدار ولی‌الله بهاریان به‌عنوان جانشین فرمانده فعالیت می‌کند.